# Chiesa di San Sebastiano (Massa)
La chiesa di San Sebastiano è un edificio sacro situato tra largo Matteotti 3, via Europa e via San Sebastiano a Massa.

## Storia
Nel 1945, a seguito della distruzione bellica dell'antico tempio di san Sebastiano, la città di Massa decide, grazie all'intercessione del pontefice Pio XII ed all'impegno dell'allora vescovo Boiardi, di riedificare, non esattamente nello stesso sito ma in un'area limitrofa, una nuova e più ampia chiesa, incaricando del progetto l'architetto romano Gaetano Rapisardi.
Tra la fine degli anni cinquanta e gli esordi degli anni sessanta vengono redatte le prime ipotesi; i lavori iniziano ufficialmente il 7 aprile del 1963 con la benedizione della prima pietra da parte del vescovo ma subiscono un primo arresto poco dopo a seguito di problemi burocratici e finanziari; vengono nuovamente ripresi nel 1967, questa volta ad opera della ditta Vittorio Pucci, e la chiesa è finalmente inaugurata due anni dopo.
Le opere di decorazione all'interno vengono realizzate successivamente: il monumento al vescovo Boiardi nel 1972, il ciclo di affreschi nel 1978 sono del pittore Dino Cellini interrotti per quanto riguarda la navata destra a causa della morte dell'artista: notevole, anche dimensionalmente, l'affresco completato dallo stesso dietro l'altar maggiore; la navata destra è stata completata dall'anno 2004 al 2008 dal pittore Vanni Samuele, di scuola annigoniana, che completa il ciclo eseguendo quattro affreschi con la tecnica classica rinascimentale. L'ultimo affresco della parete destra è stato realizzato dal pittore Tiziano Triani.
Il ciclo del Cellini è particolarmente interessante anche tecnicamente, poiché, data appunto la sua incompletezza, è possibile vedervi le varie fasi della realizzazione di un affresco, secondo la tecnica classica del Cennini), l'altare maggiore nel 1981, il ciborio nel 1982 e i due altari minori poco dopo (non sono stati invece realizzati i tre portali bronzei su bozzetto dello scultore Rossi). Negli anni novanta viene inoltre realizzata una piccola cappella laterale ricavata in quelli che erano i locali della sacrestia.
La chiesa, benché conosciuta come chiesa di San Sebastiano, è stata ufficialmente consacrata al santo in occasione del giubileo del 2000.

## Descrizione

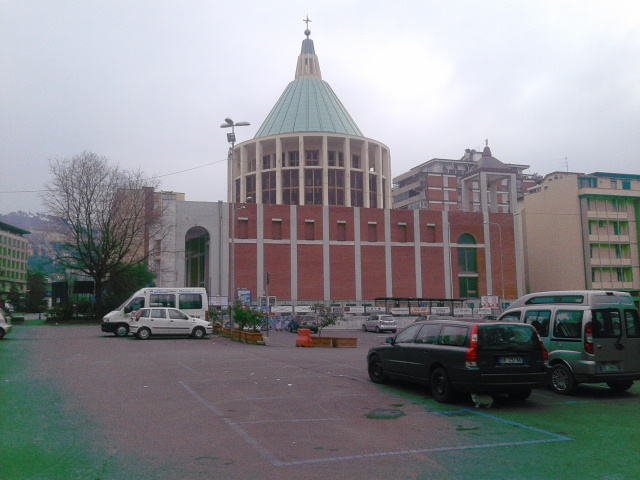
Scorcio

La chiesa è situata nel centro di Massa, in un'area edificata tra gli anni cinquanta e gli anni settanta. La svettante mole dell'edificio, con il suo fronte porticato ad esedra, definisce il lato sud occidentale dell'ampia piazza Matteotti, sulla quale prospettano edifici dai sei ai dieci piani destinati a commercio, residenza ed uffici, ed occupa il fronte meridionale di un intero isolato, delimitato ad ovest da via Europa e ad est da vicolo San Sebastiano. Con la sua cupola tronco conica, la chiesa costituisce un inconfondibile punto di riferimento sia nel panorama cittadino che nella veduta dalle pendici delle Apuane.

### Esterno

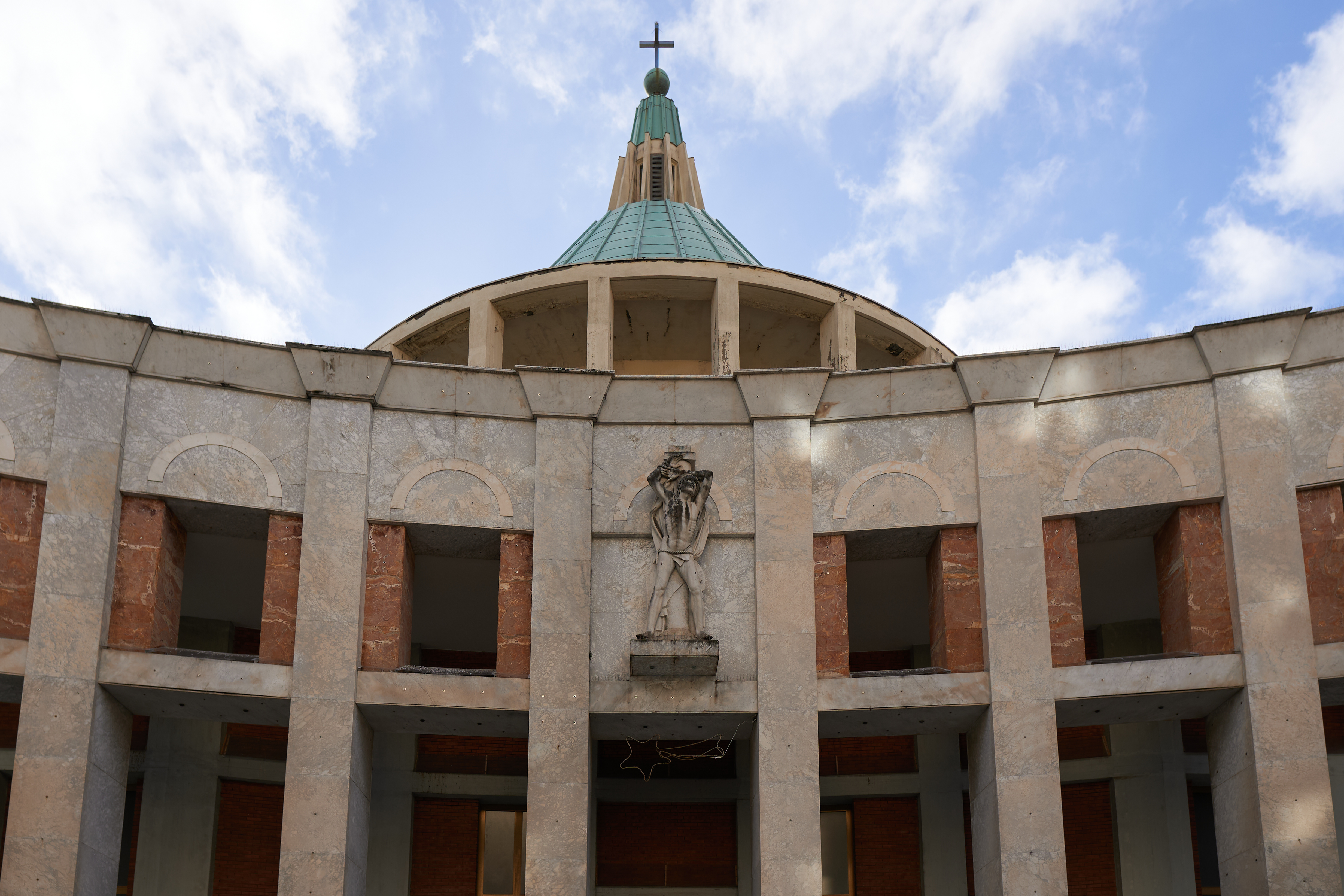
Particolare della facciata

La chiesa presenta una volumetria compatta ed una mole di notevole dimensione, con i suoi 45 metri di altezza e 820 metri quadri di superficie utile. Il fronte principale, concavo ed interamente rivestito in marmo bardiglio, è caratterizzato da un portico a sette fornici architravati ripartiti da lesene ai quali si sovrappongono semplici finestre con ghiera e, al centro, la statua di San Sebastiano (sui due lati l'architrave dei portali lascia il posto all'archivolto); sovrasta il portico l'alta cupola con tamburo cilindrico, scandito da pilastri e da un doppio ordine di semplici finestre rettangolari, e con cupola tronco conica con lanterna, rivestita in lastre di rame.
I fianchi della chiesa sono invece caratterizzati dalla compatta cortina muraria in laterizio nella quale emergono, all'esterno come all'interno, i segni verticali delle paraste in cemento - costituenti dei moduli al cui interno si dispongono le finestre rettangolari con architrave in marmo e ghiera in mattoni - e quello orizzontale della fascia marcadavanzale. Sul fronte su via Europa, caratterizzato da un'ampia apertura archivoltata in corrispondenza del coro, emerge il semplice telaio in cemento del campanile, molto più contenuto rispetto alla cupola, concluso da una copertura piramidale.
Al volume della chiesa si addossa, sul fronte meridionale, il corpo degli uffici e della canonica, su tre piani fuori terra più uno seminterrato (un appartamento per piano più garage), sempre in laterizio e con telaio in cemento a faccia vista.

### Interno

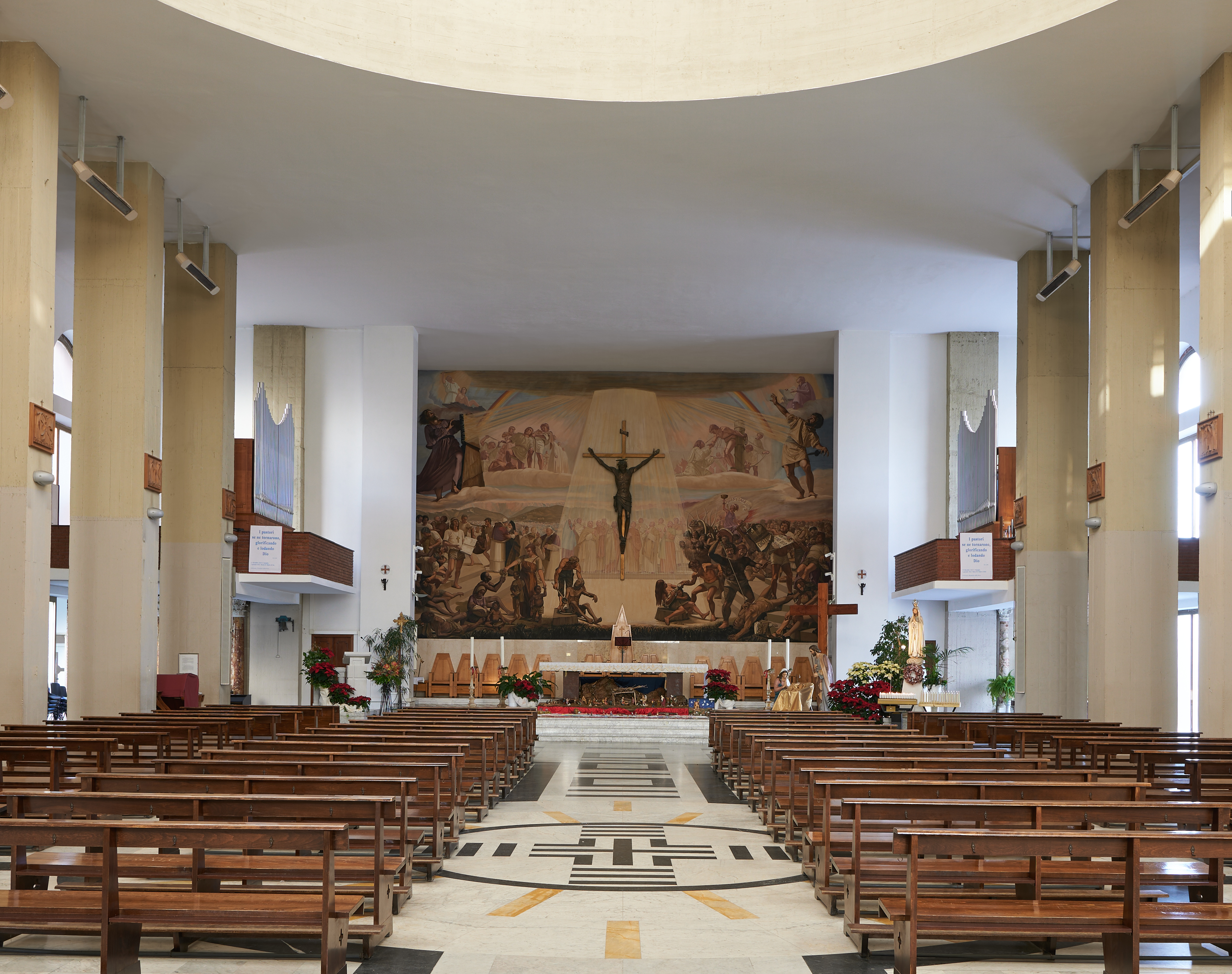
Vista interna

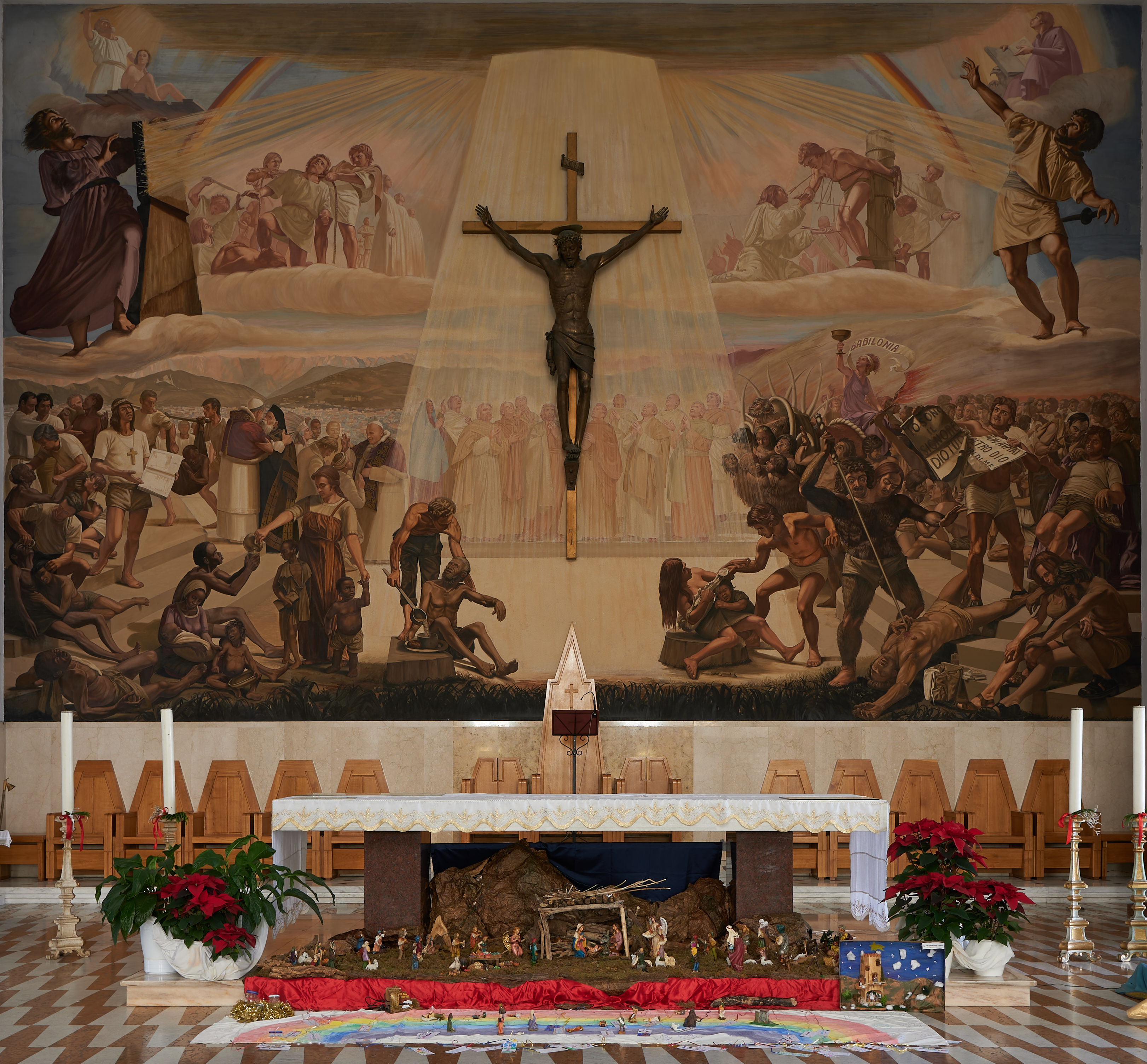
Presbiterio

L'interno della chiesa è ad aula, ripartito in tre navate da una teoria di sette pilastri rettangolari più due semipilastri per lato, ai quali corrispondono sulle pareti altrettante paraste: il lato d'ingresso, con tre portali e due luci, è concavo come il fronte del portico ed è caratterizzato dalla muratura in laterizio sulla quale risalta il telaio in cemento.
La zona del presbiterio, rialzata rispetto all'aula, è dominata dal grande affresco sovrastante gli scranni lignei del coro ed è affiancata da due cappelle sormontate da solai a sbalzo nei quali sono situati i due corpi dell'organo Benzi. Il vano dell'aula, a pianta rettangolare, è dominato dal grande invaso circolare della cupola che grazie al suo doppio ordine di finestre e congiuntamente alle luci laterali fa sì che lo spazio interno sia molto luminoso.
A sinistra del presbiterio un piccolo atrio immette in una cappella, a pianta rettangolare, con tre finestre che danno sulla corte interna.
Nel piano seminterrato è ricavato un grande locale, corrispondente all'aula della chiesa, destinato a sala per conferenze e libreria.

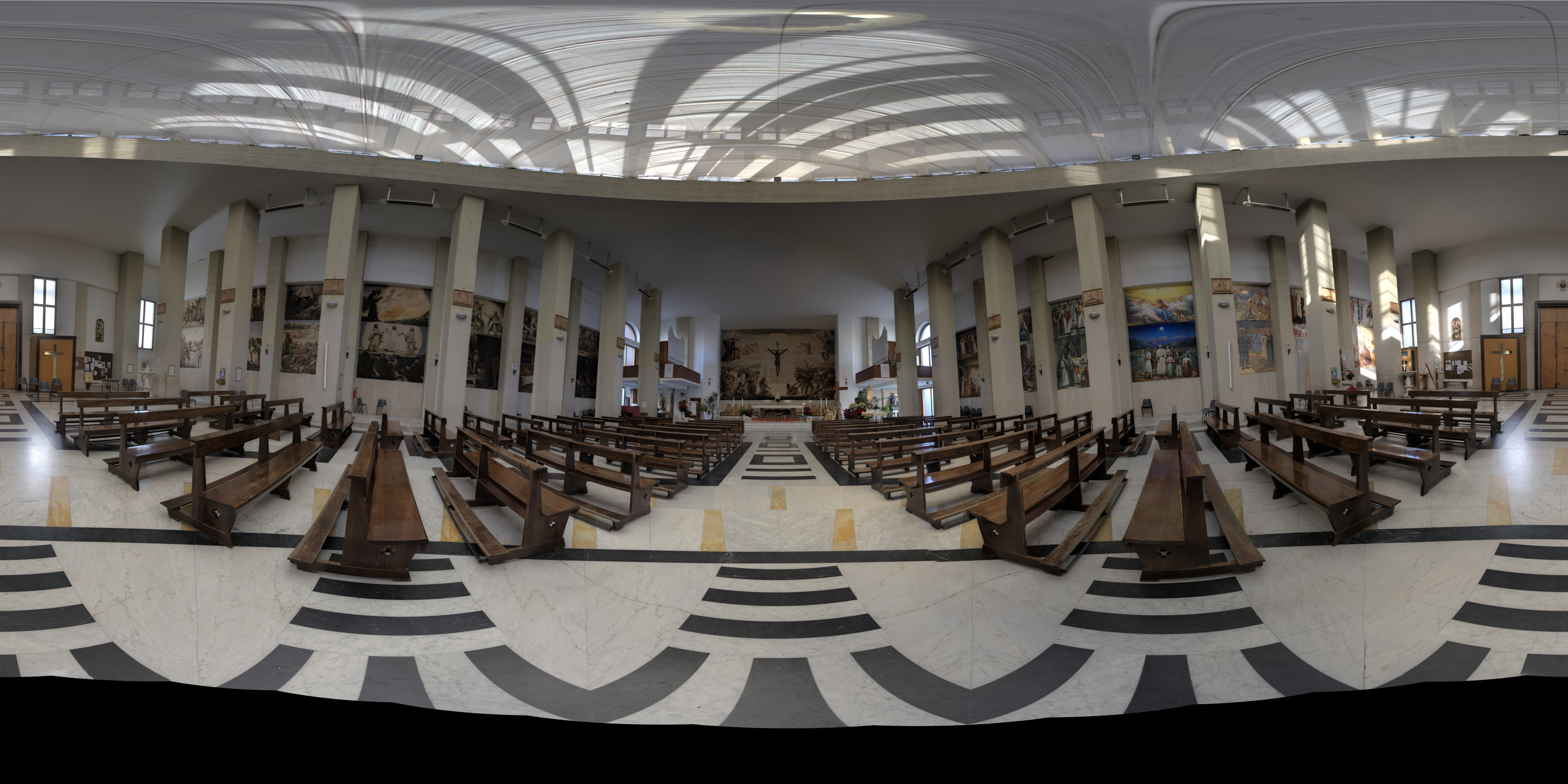
Vista a 360 gradi (proiezione cilindrica equidistante) a gennaio 2024

## Fortuna critica
L'edificio è poco conosciuto ed indagato: unico giudizio critico rilevato quello del Giorgieri (1987) che giustamente sottolinea l'importanza, per dimensione e monumentalità, dell'opera nel contesto urbano e la cifra stilistica che richiama la scuola romana.